# Mercury Prize
De Mercury Prize (eerder bekend als Mercury Music Prize en momenteel als Hyundai Mercury Prize wegens sponsoring) is een prijs die jaarlijks wordt uitgereikt in Groot-Brittannië. Het is een prijs voor het album van het jaar dat wordt uitgekozen uit een shortlist met albums van Britse, Ierse en Schotse artiesten. De genomineerden en winnaar worden gekozen door een panel van onafhankelijke experts, voorgezeten door Simon Frith. De prijs werd voor het eerst uitgereikt in 1992. 
De bedoeling is de albums van de shortlist te promoten in binnen- en buitenland. De geldprijs die de winnaars krijgen is in 2017 verhoogd naar 25.000 pond.

## Winnaars van de Mercury Prize
- 2024: English Teacher – This Could Be Texas
- 2023: Ezra Collective – Where I'm Meant to Be
- 2022: Little Simz – Sometimes I Might Be Introvert
- 2021: Arlo Parks – Collapsed in Sunbeams
- 2020: Michael Kiwanuka - Kiwanuka
- 2019: Dave - Psychodrama
- 2018: Wolf Alice - Visions of a Life
- 2017: Sampha - Process
- 2016: Skepta - Konnichiwa
- 2015: Benjamin Clementine – At Least for Now
- 2014: Young Fathers — DEAD
- 2013: James Blake — Overgrown
- 2012: Alt-J — An Awesome Wave
- 2011: PJ Harvey — Let England Shake
- 2010: The xx — xx
- 2009: Speech Debelle — Speech Therapy
- 2008: Elbow — The Seldom Seen Kid
- 2007: Klaxons — Myths of the Near Future
- 2006: Arctic Monkeys — Whatever People Say I Am, That's What I'm Not
- 2005: Antony and the Johnsons — I Am a Bird Now
- 2004: Franz Ferdinand — Franz Ferdinand
- 2003: Dizzee Rascal — Boy in Da Corner
- 2002: Ms. Dynamite — A Little Deeper
- 2001: PJ Harvey — Stories From the City, Stories From the Sea
- 2000: Badly Drawn Boy — The Hour of the Bewilderbeast
- 1999: Talvin Singh — Ok
- 1998: Gomez — Bring It On
- 1997: Roni Size/Reprazent — New Forms
- 1996: Pulp — Different Class
- 1995: Portishead — Dummy
- 1994: M People — Elegant Slumming
- 1993: Suede — Suede
- 1992: Primal Scream — Screamadelica